# ピスキリケッチア属
ピスキリケッチア属(ピシリケッチア属)はグラム陰性の非芽胞形成偏性細胞内寄生性非運動性球菌。ピスキリケッチア科に属し、その基準属である。基準種のピスキリケッチア・サルモニスのみが知られている。属名はさかなのリケッチア属を意味する。
ギムザ染色陽性。基準種のピスキリケッチア・サルモニスは南北アメリカや欧州でサケ科の魚にピシリケッチア症を引き起こすことが知られている。